# Podwieczorek

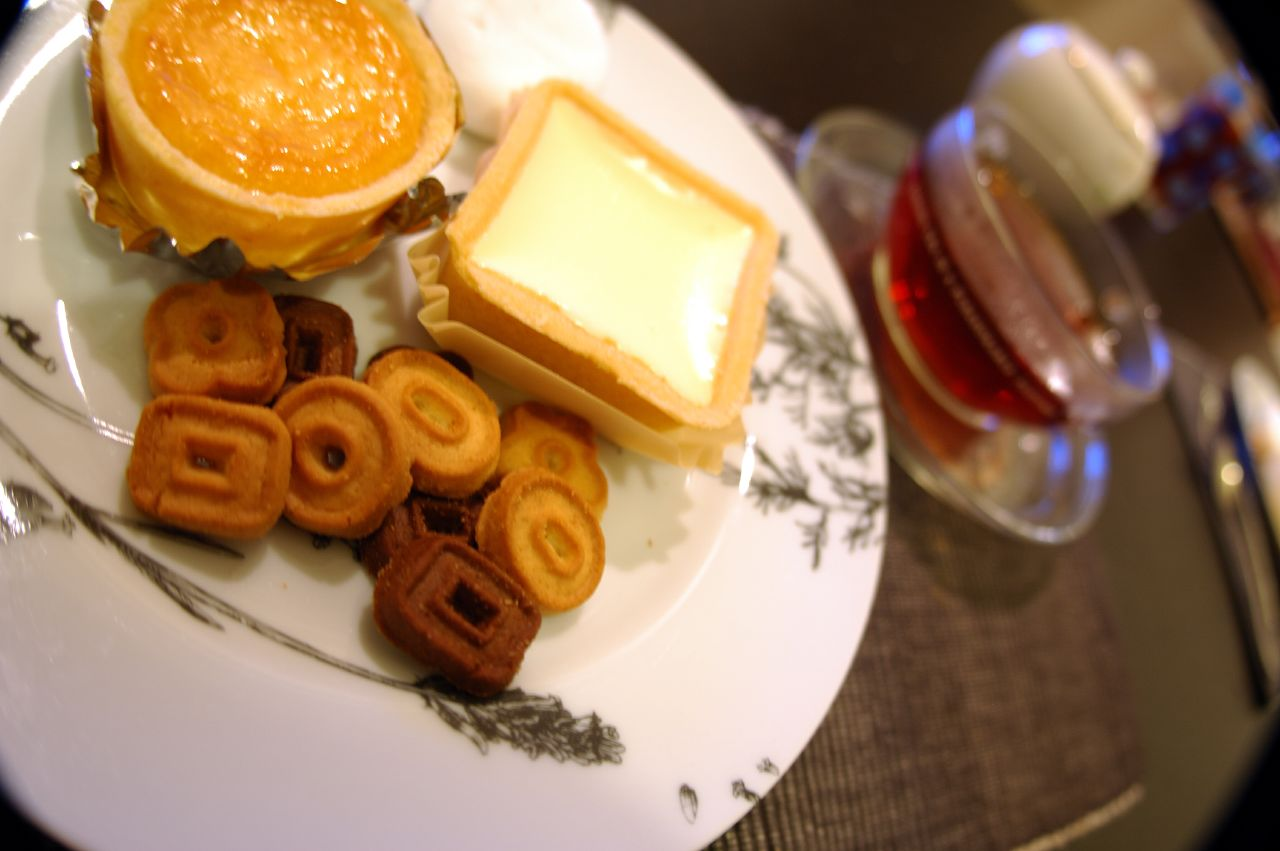
Podwieczorek

Podwieczorek – posiłek spożywany późnym popołudniem, „pod wieczór”. Wypełnia przerwę między obiadem a kolacją. Zazwyczaj jada się lekkie przekąski, np. lody, owoce, ciastka, chipsy, a także pije się sok owocowy lub ciepłe napoje. Podwieczorek jada się w godzinach 14.30-18.00
Etymologicznie nazwa "podwieczorek" sięga korzeniami do wyrazu jużyna, które w dawnym języku właśnie oznaczało podwieczorek. Co więcej, poza ogólnie znanym znaczeniem późno-popołudniowego posiłku, wyrazu używamy do nazwania towarzyskiego spotkania właśnie przy tym posiłku. Na podwieczorek można się umówić np. przy kawie lub herbacie i ciasteczkach (słynne angielskie tea time).
Podwieczorek w dni codzienne jada się raczej sporadycznie, a jeśli już to nie odbiega on od drugiego śniadania, składając się z chleba z masłem i dżemem oraz herbaty. Za to w niedziele i święta podwieczorek jest czymś powszechnym, stając się okazją do towarzyskich spotkań przy słodkim, najczęściej drożdżowym pieczywie, które popija się kawą lub herbatą.
W kuchni wielkopolskiej pewną osobliwością jest placek ziemniaczany, nazywany bambrzakiem, spożywany niegdyś na podwieczorek.